# مرده خنده‌دار
مرده خنده‌دار (به انگلیسی: Dead Funny) فیلمی محصول سال ۱۹۹۴ و به کارگردانی جان فلدمن است. در این فیلم بازیگرانی همچون الیزابت پنیا، اندرو مک‌کارتی، پیج تورکو، بلانش بیکر، الیسون جنی، آدل لوتز، نوالا نلسون، لیزا جین پرسکی، مایکل مانتل، کن کنسی و بایی لینگ ایفای نقش کرده‌اند.